# Franz Jahsnowski

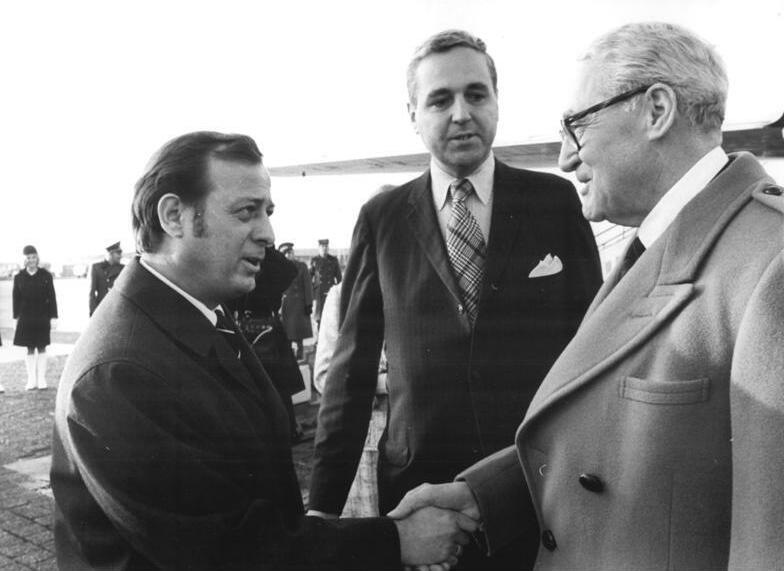
Franz Jahsnowski bei der Begrüßung des Botschafters der USA in der DDR, John Sherman Cooper (r.), am 3. Dezember 1974 in Berlin.

Franz Jahsnowski, auch Franz Jahsnowsky, (* 29. September 1930 in Joudreville (Frankreich); † 9. Januar 2018 in Berlin-Karlshorst) war ein deutscher Dolmetscher und Botschafter im diplomatischen Dienst der Deutschen Demokratischen Republik (DDR). Von 1973 bis 1990 war er Leiter der Protokollabteilung im Ministerium für Auswärtige Angelegenheiten (MfAA) der DDR.

## Leben
Jahsnowski, Sohn eines deutschen Bergmanns und einer polnischen Mutter, wurde in Frankreich geboren, wuchs in Neusiß in Thüringen auf und erlernte schon im Kindesalter drei Sprachen. 1949 erwarb er an der Vorstudienanstalt in Jena das Abitur und begann ein Studium der Romanistik und Sinologie an der Friedrich-Schiller-Universität Jena. Im selben Jahr trat er in die Sozialistische Einheitspartei Deutschlands (SED) ein.
Ab 1955 war Jahsnowski als Dolmetscher im diplomatischen Dienst der DDR tätig. 1956/57 war er Mitarbeiter der DDR-Botschaft in Vietnam, wo er zum Pressereferenten aufstieg. In Hanoi knüpfte er enge Beziehungen zum Staats- und Parteichef Ho Chi Minh und war zeitweise dessen persönlicher Sekretär.
Nach seiner Rückkehr nach Ostberlin wurde Jahsnowski Mitarbeiter, ab 1961 stellvertretender Leiter, der Dolmetscherabteilung im Ministerium für Auswärtige Angelegenheiten (MfAA) der DDR.
Von 1962 bis 1973 war Jahsnowski in den Botschaften der DDR in Kambodscha, Guinea und im Kongo tätig und wurde dann, als Nachfolger von Horst Hain, Leiter der Protokollabteilung im MfAA im Rang eines Botschafters. Mit der deutschen Wiedervereinigung im Oktober 1990 schied er aus dem Dienst.
Nach 1990 war Jahsnowski, der fünf Sprachen fließend sprach und sich in mehreren weiteren verständigen konnte, als Betreuer von Gruppenreisen und als Dolmetscher und Übersetzer für Unternehmen tätig.
Jahsnowski war für verschiedene Verlage als Übersetzer internationaler Autoren an zahlreichen Buchveröffentlichungen beteiligt.

## Dokumentarfilm
- Honeckers Zeremonienmeister, Filmdokumentation von Wolfgang Büning, DEFA/SFB 1991.[3]